# Pterolophia quadrifasciculatipennis
Pterolophia quadrifasciculatipennis là một loài bọ cánh cứng trong họ Cerambycidae.